# Carl Switzer
Carl Switzer (Paris, 7 de agosto de 1927 - Mission Hills, 21 de janeiro de 1959) foi um ator estadunidense.

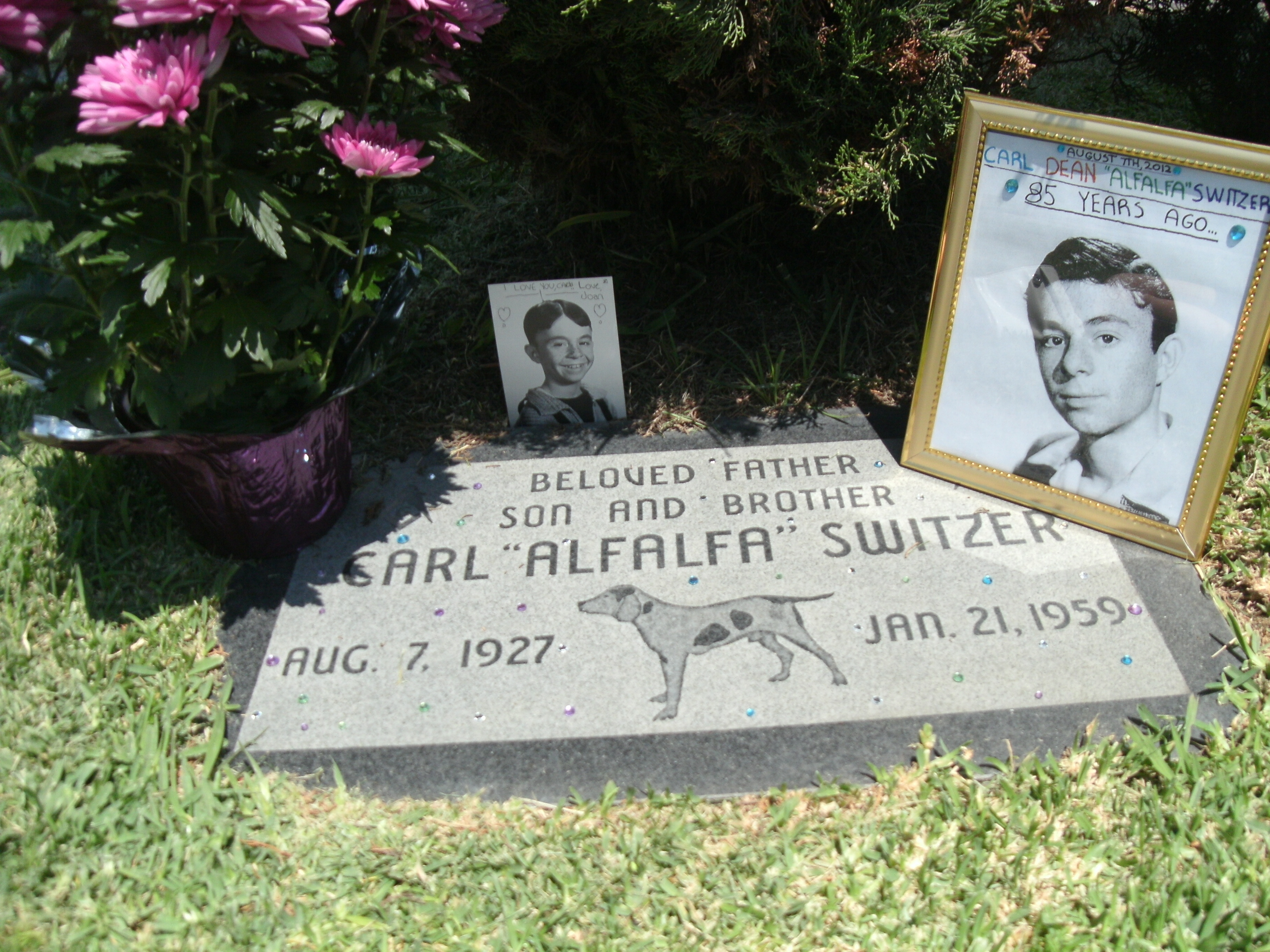
Sepultura de Carl "Alfalfa" Switzer em 7 de agosto de 2012, dia de seu aniversário de 85 anos.